# حياة الدمى السرية
حياة الدمى السرية (بالإنجليزية: Secret Life of Toys)‏، مسلسل رسوم متحركة أطفال أمريكي يتكون من 13 حلقة بدأ عرضه في 5 مارس 1994 واستمر حتى 28 مايو 1996. تمت دبلجة المسلسل للغة العربية من قِبل مركز الزهرة وعُرض على قناة سبيستون. تتكون كل حلقة من الحلقات الثلاث عشر والتي تستغرق كل منها 30 دقيقة من قصتين تدوم كل منهما 15 دقيقة. تم تسجيل العرض في مونهايم بألمانيا (بالقرب من الحدود الهولندية)، وتم بثه على قناة ديزني في الولايات المتحدة (ابتداءً من 5 مارس 1994)، وبي بي سي في المملكة المتحدة وعلى قناة فاميلي وتلفيو في كندا، وسبيس تون في العالم العربي وقناة RTB في بروناي وشبكة القوات المسلحة في ألمانيا واليابان وTVP1 في بولندا وعلى قناة ABC TV في أستراليا.

## وصلات خارجية
- حياة الدمى السرية على موقع IMDb (الإنجليزية)
- حياة الدمى السرية على موقع كينوبويسك (الروسية)
- حياة الدمى السرية على موقع قاعدة بيانات الفيلم (الإنجليزية)